# الخطوط الجوية السنغافورية الرحلة 6
31 أكتوبر 2000:تحطمت رحلة الخطوط الجوية السنغافورية رقم 6 في مدرج مطار شانغي تشينغ الدولي,تايبيه,تايوان التي كانت متجهة إلى مطار لوس أنجلوس,لوس أنجلوس,الولايات المتحدة وكانت الطائرة من طراز بوينغ 747 وعلي متنها 173 راكبا و6 من أفراد الطاقم وقبل أقلاعها من مدرج مطار شانغي تشينغ الدولي اصطدمت الطائرة بجسم ثقيل أدي الي انفصال العجلات الأمامية والخلفية مات 83 شخصا ونجا 96 شخصا من الحادث وكان هذا أسوء حادث طيران في سنغافورة قرر الكابتن التوجه نحو مدرج 5 يسار ولكنه توجه نحو مدرج 5 يمين الذي هو تحت الصيانة.

## معلومات الرحلة
التاريخ:31 أكتوبر 2000
نوع الحادث:الجو السئ,خطأ الطيار ومساعده
الموقع:قرب مدرج مطار شانغي تشينغ الدولي,تايبيه,تايوان
الركاب:173
الطاقم:6
الجرحي:25
الوفيات:83
الناجون:96
النوع:بوينغ 747
المالك:الخطوط الجوية السنغافورية
بداية الرحلة:مطار شانغي تشينغ الدولي,تايبيه,تايوان
الوجهة:مطار لوس أنجلوس الدولي,لوس أنجلوس,الولايات المتحدة

## إخطار التفاصيل
بعد وقوع الحادث مباشرةً صرّح متحدث باسم الخطوط الجوية السنغافورية في لوس أنجلوس - كاليفورنيا - الولايات المتحدة الأمريكية، بعدم وقوع أي وفيات في الحادث؛ ثم عُدِّل بيان الشركة لاحقًا ليُشير إلى وقوع وفيات. في البداية صرّحت الشركة بأن التقارير التي أفادت بسلوك الطائرة المدرج الخطأ غير صحيحة قبل أن تُثبت صحتها.
انتقد أحد أقارب شقيقته ووالديه الذين توفوا في حادث SQ006 شركة الطيران لأخذها وقتًا طويلاً جدًا لإخطار الأقارب. افتتح مركز استشاري في مطار لوس أنجلوس الدولي للتعامل مع أقارب الركاب. في تايبيه قدم أقارب الضحايا عينات دم لتحديد هوية الجثث.